# 1830
- Wikisource

| Calendário gregoriano                                                        | 1830 MDCCCXXX                       |
| Ab urbe condita                                                              | 2583                                |
| Calendário arménio                                                           | 1279 – 1280                         |
| Calendário bahá'í                                                            | -14 – -13                           |
| Calendário budista                                                           | 2374                                |
| Calendário chinês                                                            | 4526 – 4527 Início a 25 de janeiro  |
| Calendário copta                                                             | 1546 – 1547                         |
| Calendário etíope                                                            | 1822 – 1823                         |
| Calendários hindus - Vikram Samvat - Calendário nacional indiano - Cáli Iuga | 1885 – 1886 1751 – 1752 4930 – 4931 |
| Calendário Holoceno                                                          | 11830                               |
| Calendário islâmico                                                          | 1246 – 1247                         |
| Calendário judaico                                                           | 5590 – 5591                         |
| Calendário persa                                                             | 1208 – 1209 Início a 21 de março    |
| Calendário rúnico                                                            | 2080                                |
| Calendário solar tailandês                                                   | 2373                                |

1830 (MDCCCXXX, na numeração romana) foi um ano comum do século XIX do atual Calendário Gregoriano, da Era de Cristo, e a sua letra dominical foi C, teve 52 semanas, início a uma sexta-feira e terminou também a uma sexta-feira.
| Ano completo                       |
| ---------------------------------- |
| Ano comum com início à sexta-feira |

## Eventos
- Faro é elevada à categoria de capital do Algarve.
- Chega a Angra, uma galé inglesa conduzindo 280 soldados, muitos oficiais e paisanos, vindos de Ostende, em socorro dos partidários de D. Pedro IV.
- Instalação da Regência do governo de Portugal, governo provisório Liberal, em Angra.
- No Japão, abre-se uma loja de roupas em Osaka, para mais tarde se tornar a Loja de departamentos Sogo[1] com lojas em todo o país.[2]

### Janeiro
- 13 de janeiro - A Venezuela consegue independência da Grã-Colômbia, assim sendo o primeiro passo à desintegração.

### Fevereiro
- 3 de fevereiro - A Grécia, até então região autônoma do Império Otomano, obtém a sua independência, em resultado da Guerra grega pela independência. As negociações quanto à definição de fronteiras são supervisionadas pela Rússia, França e Grã-Bretanha, durando até 1832.

### Março
- 5 de março - Circula o primeiro exemplar do Jornal Matutina Meiapontense, em Meia Ponte (Atual Pirenópolis, Goiás). Este é o Primeiro Jornal do Centro-Norte brasileiro.
- 13 de março - Armada Imperial Brasileira finda sua base naval da Divisão Naval do Leste no território de Cabinda (atualmente uma província de Angola), que era efetivamente o único território colonial brasileiro fora da América do Sul.
- 15 de março - Proclamação da Regência Liberal, liderada por António José de Sousa Manuel de Menezes Severim de Noronha, do Reino de Portugal na ilha Terceira, Açores, sob a presidência do Marquês de Palmela com a consequente nomeação de Angra como Capital do Reino de Portugal por força do Decreto datado de 15 do mesmo mês;
- 15 de Março
  - Por força do Decreto de 15 de Março - Angra do Heroísmo é nomeada capital do Reino de Portugal.
  - Extinção do lugar de capitão-general dos Açores por decreto desta data.
  - Chegada do Marquês de Palmela e de José António Guerreiro à ilha Terceira, Açores.

- 16 de março - Nomeação do Conde de Vila-Flor no cargo de chefe militar da regência liberal na ilha Terceira, Açores.

### Abril
- 6 de abril - A Igreja de Jesus Cristo dos Santos dos Últimos Dias é oficialmente organizada nos Estados Unidos da América pelo Profeta restaurador Joseph Smith Jr.

### Maio
- 13 de maio - O Equador se separa da Grande Colômbia.

### Junho
- 26 de junho - Guilherme IV é coroado Rei do Reino Unido, sucedendo Jorge IV.

### Julho
- 5 de julho - A França invade a Argélia.
- 7 de julho - Portaria estabelecendo no Fortaleza de São João Baptista, em Angra do Heroísmo, Açores, uma escola militar.
- 18 de julho - O Uruguai adopta a sua primeira constituição.
- 20 de julho - A Grécia concede cidadania aos judeus.

### Agosto
- 25 de agosto - Início da Revolução Belga.

### Setembro
- 15 de setembro - No Reino Unido, é inaugurada a Liverpool and Manchester Railway. É a primeira ferrovia de transporte de passageiros do mundo, usando somente locomotivas a vapor.
- 27 de setembro - Simón Bolívar renúncia a Presidência da Grã-Colômbia, desintegrando a União e formando o Equador, Venezuela e Nova Granada

### Outubro
- 19 de outubro - É içado pela primeira vez em território português o pavilhão Constitucional na Fortaleza de São João Baptista.

### Novembro
- 27 de novembro - Última Aparição de Nossa Senhora das Graças a Santa Catarina Lauboré.

### Dezembro
- Império do Brasil: O Código Criminal é promulgado.

## Nascimentos
- 8 de fevereiro - Abdulazize, m. 1876, foi o 82° Sultão Otomano.
- 15 de março - Aristides da Silva Lobo, político brasileiro.
- 5 de junho - Carmine Crocco, brigante italiano (m. 1905).
- 11 de junho - Miguel Iglesias, foi presidente do Peru (m. 1909)
- 21 de junho - Luís Gama, advogado, jornalista e escritor brasileiro (n. 1882)
- 10 de julho - Camille Pissarro, pintor impressionista francês. (m. 1903).
- 7 de agosto - Dom Antônio de Macedo Costa, bispo católico brasileiro (m. 1891).
- 8 de setembro - Frédéric Mistral, escritor francês de língua occitana (m.1914).
- 15 de setembro - Porfirio Díaz, presidente do México em 1876, de 1877 a 1880 e de 1884 a 1911 (m. 1915).

## Mortes
- 6 de janeiro - Carlota Joaquina de Bourbon, Rainha consorte de Portugal (n. 1775).
- 7 de janeiro - Thomas Lawrence, pintor inglês (n. 1769).
- 2 de fevereiro - Manuel da Costa Ataíde pintor brasileiro (n. 1762).
- 20 de março - Nicolas-Antoine Taunay, pintor francês (n. 1755).
- 16 de maio - Jean-Baptiste Joseph Fourier, matemático francês (n. 1768).
- 4 de junho - Antonio José de Sucre, líder revolucionário venezuelano (n. 1795).
- 24 de agosto - Louis Pierre Vieillot, naturalista francês (n. 1748).
- 23 de setembro - Elizabeth Monroe, primeira-dama dos Estados Unidos (n. 1768).
- 8 de novembro - Francisco I das Duas Sicílias, rei das Duas Sicílias (n. 1777).
- 21 de novembro - Líbero Badaró, jornalista de origem italiana e opositor do imperador brasileiro Pedro I do Brasil.
- 1 de dezembro - Papa Pio VIII (n. 1761)
- 17 de dezembro - Simón Bolívar, líder revolucionário venezuelano (n. 1783).

## Por tema
- 1830 no Brasil
- 1830 na ciência
- 1830 no cinema
- 1830 no desporto
- 1830 no jornalismo
- 1830 na literatura
- 1830 na música